# 曼努埃尔·奥里韦
曼努埃尔·塞费里诺·奥里韦-维亚纳（西班牙語：Manuel Ceferino Oribe y Viana，1792年8月26日—1857年11月12日），乌拉圭军人、政治家，他于1835年至1838年期间担任乌拉圭第2任民选总统。他也是乌拉圭最古老的政党之一白党的创始人，该党及其政治对手红党曾长期在乌拉圭政坛轮流执政。